# HNK Trogir
HNK Trogir war ein kroatischer Fußballverein aus der Stadt Trogir.

## Geschichte
Der Verein wurde 1912 als Sportski klub Trogir gegründet. Zwischen 1930 und 1993 hieß er Slaven Trogir, seither HNK Trogir.
Im ehemaligen Jugoslawien spielte der Verein stets unterklassig, nach der Unabhängigkeit Kroatiens startete der Verein in der 3. Liga Süd.
Zwischen 1994 und 1997 spielte der Verein in der 2. kroatischen Liga Süd, ab 2007 in der eingleisigen 2. HNL. 2009 zog sich der Verein aus finanziellen Gründen aus der 3. kroatischen Liga zurück und spielt seitdem nur noch in regionalen Ligen.

## Stadion

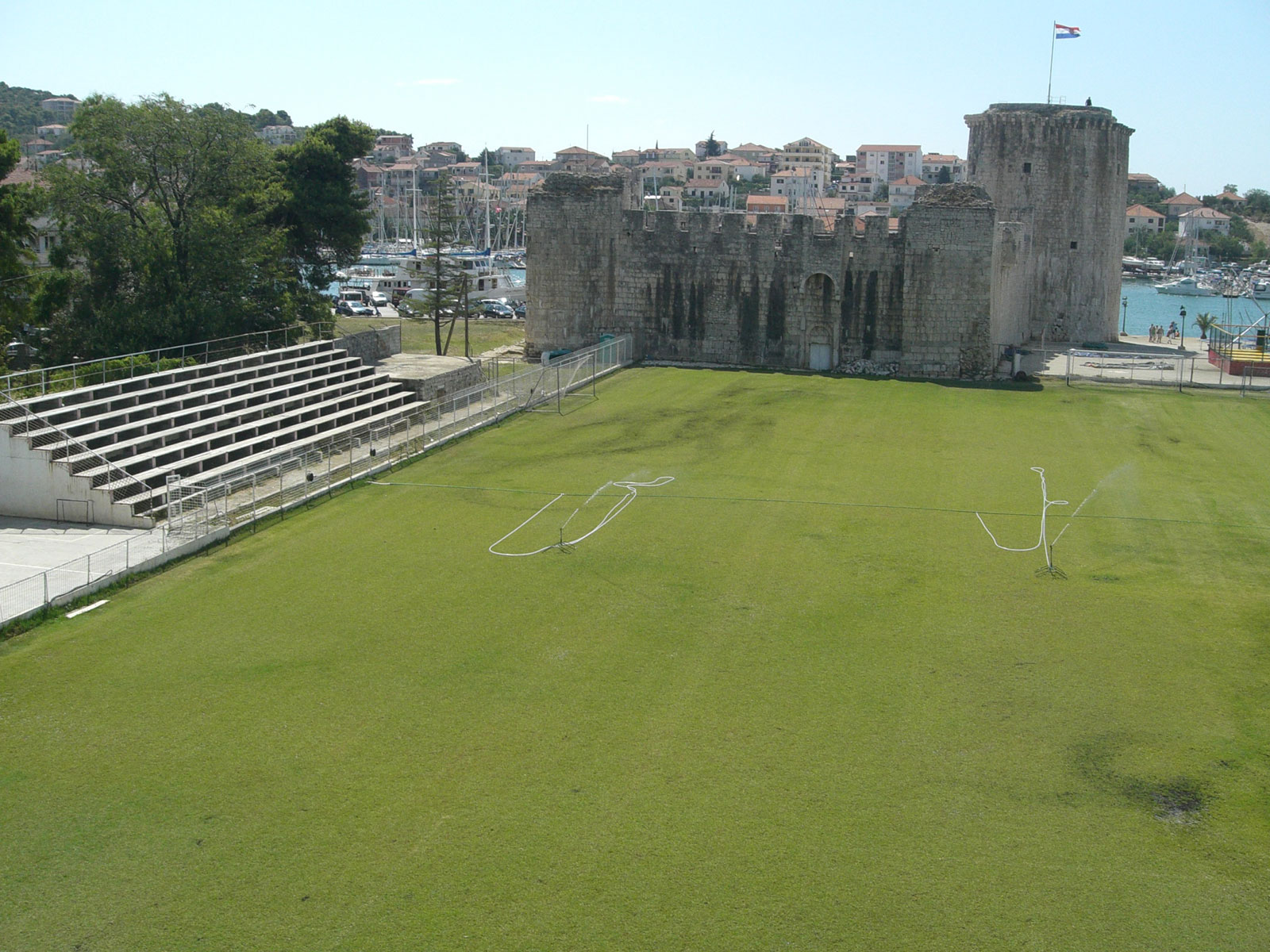
Das Stadion Batarija neben der Altstadt von Trogir

Seine Heimspiele trug der Verein auf dem Sportplatz Batarija in Trogir aus. Dieser fasst 1.000 Zuschauer. 

## Bekannte Ehemalige
- Igor Tudor
- Ivan Leko
- Vedran Runje
- Marino Biliškov